# Vårdkasen
Vårdkasen var en svensk politisk veckotidning som utgavs 1914 i Uppsala av en krets studenter i syfte att verka för förstärkning av Sveriges försvar.
Bland utgivarna märks Gunnar Rudberg, Arne Forssell, Erland Hjärne och Karl Ivan Westman.